# Wattenberg
Wattenberg è un comune austriaco di 728 abitanti nel distretto di Innsbruck-Land, in Tirolo.